# Dactylospora acarosporae
Dactylospora acarosporae är en lavart som först beskrevs av Hugo Magnusson., och fick sitt nu gällande namn av Hafellner 1979. Dactylospora acarosporae ingår i släktet Dactylospora och familjen Dactylosporaceae.   Inga underarter finns listade i Catalogue of Life.